# خیابان (فیلم ۱۹۲۳)
خیابان (آلمانی: Die Straße) فیلمی صامت از سینمای آلمان به کارگردانی کارل گرونه است که در سال ۱۹۲۳ میلادی منتشر شد. از بازیگران آن می‌توان به ماکس شرک اشاره کرد. این اثر، در تاریخ سینمای آلمان فیلم مهمی به شمار می‌رود. فیلم به جز چند مورد محدود، کاملاً عاری از میان‌نویسهای مرسوم سینمای صامت است و تا حد امکان احساسات و روابط با تصاویر بیان می‌شوند.

## موضوع فیلم
فیلم از خانه‌ای قدیمی شروع می‌شود. زوجی میان‌سال از طبقهٔ متوسط اجتماع، در این خانه زندگی می‌کنند. خانه‌ای که با نور کمی روشن شده، انگار که همراه با شور زندگی، نور هم از این خانه رخت بر بسته است. مرد حوصله‌اش سر رفته است، بی‌خیال و خسته بر سر کاناپه لمیده و با نگاهی عاری از هرگونه احساس به سقف زل زده است. زن با عزمی مصمم، در آشپزخانه با تلاش بسیار برای همسرش شام درست می‌کند و شام را بر سر سفره می‌آورد.
فیلم با این تصاویر از زندگی روزمره شروع می‌شود، اما ناگهان ورود نور به خانه در دل مرد شوری پدید می‌آورد. (تصویر اول) نوری که از خیابان به درون خانه می‌آید، نوید زندگی دیگری می‌دهد که در کوچه‌ها و خیابان‌های آلمان نوگرایی جا خوش کرده است. مرد از پنجره به بیرون نگاه می‌کند و در ذهن خود کارناوالی از لذت‌ها می‌بیند. چهره زنی زیبا و انبوه مردان و زنان کلاه بر سر در حال رقص، تصویری رؤیایی از شهر پدید می‌آورند (تصویر دوم). زن هم از پنجره به بیرون می‌نگرد، اما به جز تصویری کسالت‌بار از خیابانی تاریک، مملو از ماشین و شلوغی چیزی نمی‌بیند، بی‌تفاوتی زن به این زندگی نوگرا، مرد را آشفته می‌کند و او با خروج از خانه به درون سرزمین قرن بیستمی آلمان رهسپار می‌شود.